# خوسيه راموس (منافس ألعاب قوى)
خوسيه راموس (بالبرتغالية: José Ramos‏) هو منافس ألعاب قوى برتغالي، ولد في 28 يوليو 1968.

## وصلات خارجية
- خوسيه راموس على موقع الاتحاد الدولي لألعاب القوى (الإنجليزية)
- خوسيه راموس على موقع الاتحاد الأوروبي لألعاب القوى (الإنجليزية)
- خوسيه راموس على موقع رابطة إحصائيات سباق الطريق (الإنجليزية)
- خوسيه راموس على موقع أوليمبيديا (الإنجليزية)